# Oleksandr Golovash
Oleksandr Golovash (Sumi, 21 de setembre de 1991) és un ciclista ucraïnès, professional des del 2010 i actualment a l'equip Minsk CC.

## Palmarès en ruta
- 2011
  -  Campió d'Ucraïna sub-23 en contrarellotge
  - 1r a la Polònia-Ucraïna
- 2012
  -  Campió d'Ucraïna sub-23 en ruta
  -  Campió d'Ucraïna sub-23 en contrarellotge
  -  Campió d'Ucraïna en critèrium
- 2013
  -  Campió d'Ucraïna sub-23 en contrarellotge
  - 1r a la Polònia-Ucraïna
- 2014
  -  Campió d'Ucraïna en curses per etapes
  - Vencedor d'una etapa al Tour de Szeklerland
- 2015
  - 1r a la Minsk Cup
  - Vencedor d'una etapa al Tour de Szeklerland
- 2016
  - Vencedor d'una etapa a la Volta al llac Taihu
- 2017
  - Vencedor d'una etapa a la Tropicale Amissa Bongo
- 2018
  - Vencedor d'una etapa al Tour de la Wilaya d'Orà
- 2019
  - Vencedor d'una etapa al Małopolski Wyścig Górski